# Mélusine (groupe)
Pour les articles homonymes, voir Mélusine.

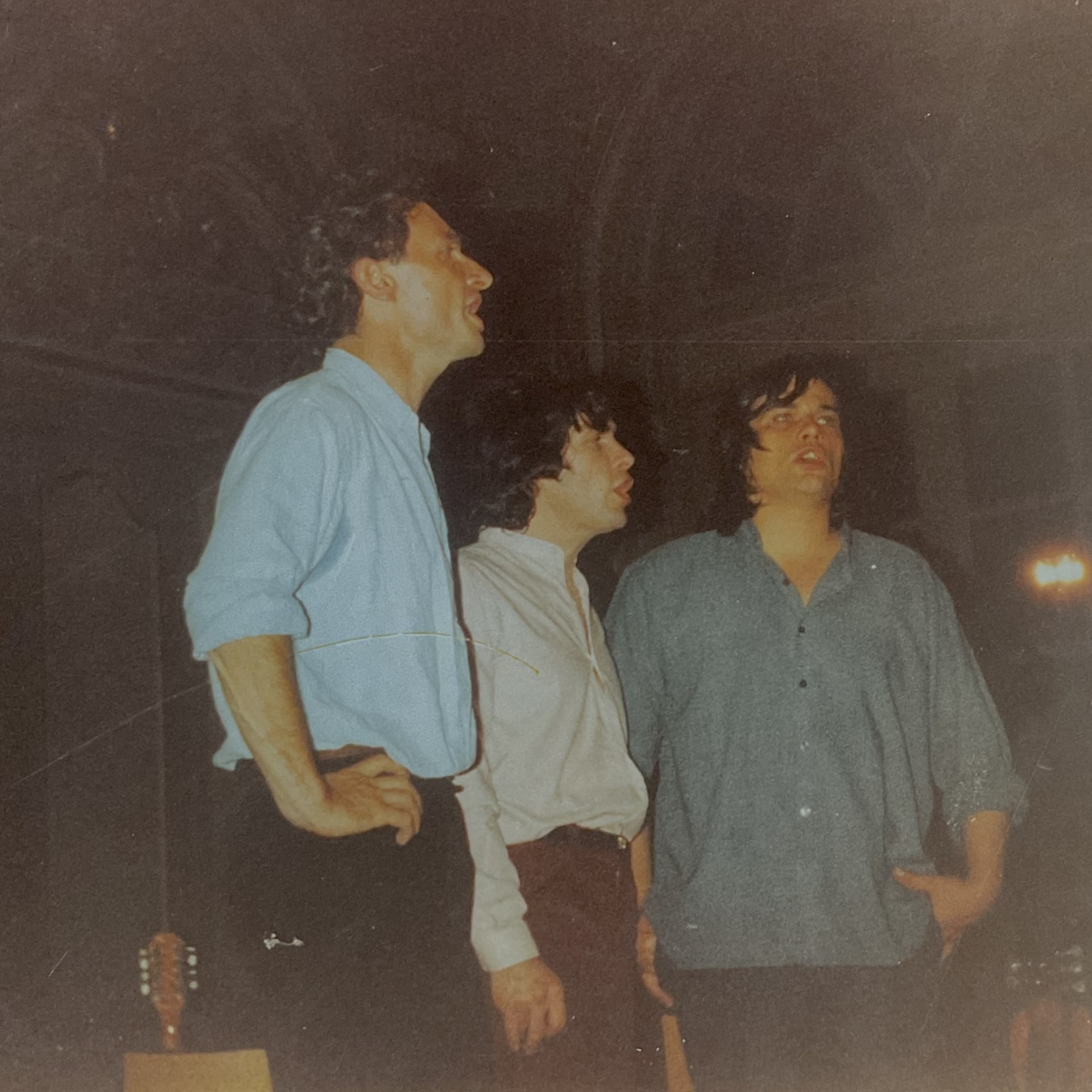
Mélusine en concert à Nancy en juin 1981 (de gauche à droite : Yvon Guilcher, Jean-François Dutertre et Jean-Loup Baly). Photo Jean-François Mazet.

Mélusine est un groupe de musique folk français. Il est formé en mai 1973 par Jean-François Dutertre (chant, épinette des Vosges...), Jean-Loup Baly (chant, accordéon diatonique...), Dominique Regef (vielle à roue, violoncelle...) et Emmanuelle Parrenin (chant). En septembre 1974, le quatuor devient un trio avec l'arrivée d'Yvon Guilcher (chant, cornemuse...) et le départ de Dominique Regef et d'Emmanuelle Parrenin. Cette formation sera stable pendant de nombreuses années,.

## Biographie
En mai 1973, Jean-Loup Baly et Jean-François Dutertre (qui chantent ensemble depuis 1967) créent le groupe Mélusine avec Dominique Regef et Emmanuelle Parrenin, deux autres musiciens du folk-club parisien Le Bourdon. Cette première formation dure peu de temps et dès septembre 1974, le groupe se reforme en trio avec Yvon Guilcher (chant, cornemuse...) après le départ de Dominique Regef et d'Emmanuelle Parrenin. Cette formation sera stable pendant de nombreuses années,. La musique folk, tous la pratiquaient depuis longtemps, voire pour Yvon Guilcher depuis l'enfance. Tous participaient activement depuis 1969 à la naissance du « mouvement folk » en France. Jean-Loup Baly et Jean-François Dutertre, en particulier, chantaient déjà ensemble depuis 1967[réf. souhaitée]. Dès lors, pendant vingt ans, Mélusine enchaîne concerts, bals, tournées en France et à l'étranger, stages et disques et devient l’un des groupes phares du « mouvement folk »[réf. nécessaire].  Le groupe participera aussi à l’émergence du « bal folk ».[réf. nécessaire]
En juillet 1975, le trio enregistre son premier album qui paraît chez Polydor en septembre 1975. En mai et juin 1976, Mélusine enregistre son deuxième album, La Prison d'amour, toujours pour Polydor. Trois autres albums paraîtront sous le même label : Lève-toi et danse ! (1977), La Treizième heure (1979), Voulez-vous que je vous dise... (1980), mais aussi, en collaboration avec le groupe La Maurache, Un bal renaissance (1979) chez Unidisc puis Le Seul groupe au monde... (Ut consommatores...) (1981) de nouveau chez Polydor. En avril 1985, une nouvelle formation en quatuor, avec l'ancien membre de La Bamboche Jacques Mayoud (chant, violon, rebec...), enregistre l'album Passionnément chez Auvidis, puis en 1990, Voix contrevoix publié chez Adda (et réédité par Buda Musique en 1998). Enfin, en 1996 sortira la compilation Folk chez Auvidis Ethnic.
Mélusine aura toujours délibérément pratiqué une musique acoustique, préférant le son naturel des instruments et un équilibre harmonieux entre les voix[réf. nécessaire].  Le répertoire est emprunté à toutes les traditions francophones (France, Belgique, Québec, Acadie) et provient de recueils, d'archives sonores et des enquêtes des membres du groupe[source secondaire souhaitée]. Les membres de Mélusine n’ont jamais prétendu[réf. nécessaire] reconstituer à l'identique l’ancienne musique traditionnelle, mais bien proposer leur vision d'une musique actuelle puisant dans un répertoire qui a sa place dans la culture contemporaine[réf. nécessaire]. Le groupe folk Mélusine aura ainsi été actif de 1973 à 1990.
Néanmoins, en 2002, Jean-François Dutertre (1948-2017) enregistre Chansons traditionnelles de Normandie, un disque de quinze chansons, provenant de collectes effectuées en Normandie, avec ses anciens compères Jean-Loup Baly et Yvon Guilcher, ainsi que d'autres musiciens, tels que Jean Blanchard (ancien membre fondateur de La Bamboche)[source secondaire souhaitée]. En juillet 2013, à l'occasion du quarantième anniversaire de la naissance de Mélusine, le label Compagnie Mélusine édite les deux premiers albums du groupe pour la première fois en CD (en digipack).

## Discographie

### Albums studio
- 1975 : Mélusine (Polydor ; (1re chanson de l'album : Le Matin au point du jour, réédition en CD en 2013)[4]
- 1976 : La Prison d'amour (Polydor ; réédition en CD en 2013)[4]
- 1977 : Lève toi et danse ! (Polydor)
- 1979 : La treizième heure (Polydor)
- 1979 : Un bal renaissance (Basse-dance, allemandes, pavanes et gaillarde, branles, joués pour être dansés) (Unidisc ; album cosigné avec le groupe La Maurache ; avec Dominique Regef, Jean Loup Baly, Hervé Barraud...)
- 1980 : Voulez-vous que je vous dise... (Polydor)
- 1981 : Ut consommatores radices identitatem recuperent atque pedem prendant audiendo de baflis stereofonicis laléno OUAP . DOU . OUAP. (sous-titre au recto de la pochette : pour que les consommateurs récupèrent leurs racines et leur identité et qu'ils prennent leur pied aux laléno wouap dou ouap de leurs baffles stéréo.; sous-titre au verso de la pochette : Le seul groupe au monde composé d'Yvon Guilcher, Jean Loup Baly, Jean François Dutertre) (Polydor ; album cosigné avec le groupe La Maurache)
- 1985 : Passionnément (Auvidis)
- 1990 : Voix Contrevoix (Adda ; réédition 1998 par Buda Musique dans sa collection Musique du Monde / Music from the World (avec, comme sous-titre, France : Chansons traditionnelles polyphoniques / France : Traditional Polyphonic Songs) mais sans le 11e titre, Mon Merle)

### Albums live
- À l'exception de deux titres live parus en 1977 sur l'album collectif Folk (sous-titre : Festival de Mamirolle organisé par les Éclaireuses et Éclaireurs de Franche-Comté 5, 6, 7 juin 1976), aucun album live du groupe n'est jamais paru.

### Compilations
- 1996 : Folk (Auvidis Ethnic / MIS Records) (compilation)
- 2016 : 1978 - 1981 (L’Autre Distribution CM484103) (compilation)

### Contributions
- 1977 : Folk (sous-titre recto : Festival de Mamirolle organisé par les Éclaireuses et Éclaireurs de Franche-Comté 5, 6, 7 juin 1976 ; titre verso : Festival traditionnel de Mamirolle – juin 1976) (double album, Jean Baptiste « JBP » Piazzano Records) (un medley de titres intitulé Métamorphose suivie de 1748 – 4e plage du 1er disque ; le titre Suite de polkas – 9e plage du 2e disque)
- 1995 : Anthologie de la Chanson française / Des trouvères à la Pléiade (EPM)
- 2002 : Chansons traditionnelles de Normandie (Buda Musique/Universal)

Voir, par ailleurs, la discographie solo de Jean-François Dutertre

### Albums pré-Mélusine
- 1973 : Pré-folk - La préhistoire du folk - Chansons à répondre (Pathé ; interprété par : Naïk Raviart, Mône Dufour, Yvon Guilcher, Jean-François Dutertre)
- 1973 : Chants à répondre et à danser (Le Chant du Monde ; avec Jean-François Dutertre, Yvon Guilcher, Jean-Loup Baly, Dominique Regef, Emmanuelle Parrenin, Phil Fromont, Dominique Maroutian)
- 1975 : L'Accordéon « diatonique » (Le Chant du Monde ; série Spécial Instrumental) de Jean-Loup Baly et Jean Blanchard (avec également Jean-François Dutertre, Jacky Bardot, Bernard Blanc et Jacques Boisset ; les 3 derniers musiciens et Jean Blanchard étant les 4 membres fondateurs du groupe La Bamboche)
- 1975 : Le Roi Renaud (Ballades françaises) (Le Chant du Monde ; avec Jean-François Dutertre, Yvon Guilcher, Jean-Loup Baly, Dominique Regef)
- 1975 : Le Galant noyé (Ballades et chansons traditionnelles françaises) (Le Chant du Monde ; par Le Bourdon avec Jean-Loup Baly, Jean-François Dutertre, Emmanuelle Parrenin, Dominique Regef)[n 1],[3])

### Album parallèle
- 1976 : Chansons à danser - Belle ton amour me mène (Le Chant du Monde ; avec Jean-Loup Baly, Jean-François Dutertre, Emmanuelle Parrenin, Naïk Raviart, Mône Dufour et Dominique Regef)